# Chan Hao-ching
Chan Hao-ching (chinesisch 詹皓晴, Pinyin Zhān Hàoqíng; * 19. September 1993 in Taipeh) ist eine taiwanische Tennisspielerin.

## Karriere
Chan begann bereits im Alter von drei Jahren mit dem Tennisspielen. Sie ist die jüngere Schwester von Latisha Chan, mit der sie schon häufig im Doppel angetreten ist. Chan Hao-ching spielt inzwischen ausschließlich Doppelkonkurrenzen.
Chan kann dabei sechs Turniersiege auf dem ITF Women’s Circuit vorweisen. 2012 erreichte sie bei den French Open an der Seite ihrer Schwester Chan Yung-jan das Achtelfinale. Beim WTA-Turnier in Pattaya gelang ihr noch im selben Jahr der erste Finaleinzug.
Im November 2012 konnte sie ihren ersten Titelgewinn auf der WTA Tour feiern. An der Seite der für Frankreich spielenden Kristina Mladenovic gewann sie das Challenger-Turnier von Taipeh.
Im chinesischen Shenzhen besiegte sie Anfang 2013 zusammen mit ihrer Schwester die ukrainisch-russische Paarung Burjatschok/Solowjowa. Damit stieß Chan in der Doppel-Weltrangliste erstmals unter die Top 50 vor. Im Mai folgte dann, erneut an der Seite von Mladenovic, ihr dritter WTA-Titel; es war ihr erster Turniersieg auf Sand. Am 23. Juni 2014 erreichte sie nach dem Titelgewinn beim Rasenturnier in Eastbourne Platz 18 im Doppel-Ranking. In Wimbledon stand sie an der Seite von Maks Mirny bald darauf im Mixed-Finale; sie mussten sich Samantha Stosur und Nenad Zimonjić mit 4:6 und 2:6 geschlagen geben.
2018 gewann sie die Silbermedaille im Doppel bei den Asienspielen. An der Seite ihrer Schwester verloren sie das Finale gegen Xu Yifan/Yang Zhaoxuan mit 2:6, 6:1 und 9:11.
Ihre bislang höchste Position in der Doppelweltrangliste erreichte Chan Hao-ching im Juni 2016 mit Platz 5.
Im Februar 2015 trat sie erstmals für die taiwanische Fed-Cup-Mannschaft an; bislang hat sie elf Fed-Cup-Partien (allesamt im Doppel) gespielt, von denen sie neun gewonnen hat.

## Turniersiege

### Doppel
| Nr. | Datum              | Turnier      | Kategorie         | Belag             | Partnerin               | Finalgegnerinnen                            | Ergebnis          |
| --- | ------------------ | ------------ | ----------------- | ----------------- | ----------------------- | ------------------------------------------- | ----------------- |
| 1.  | 4. November 2007   | Taoyuan      | ITF $50.000       | Hartplatz         | Chan Yung-jan           | Hsieh Shu-ying Hsieh Su-wei                 | 6:1, 2:6, [14:12] |
| 2.  | 1. Mai 2011        | Gifu         | ITF $50.000       | Hartplatz         | Chan Yung-jan           | Noppawan Lertcheewakarn Erika Sema          | 6:2, 6:3          |
| 3.  | 28. Mai 2011       | Changwon     | ITF $25.000       | Hartplatz         | Zheng Saisai            | Yurika Sema Erika Takao                     | 6:2, 4:6, [11:9]  |
| 4.  | 4. Juni 2011       | Gimcheon     | ITF $25.000       | Hartplatz         | Remi Tezuka             | Kim Ji-young Yoo Mi                         | 7:5, 6:4          |
| 5.  | 5. August 2011     | Peking       | ITF $75.000       | Hartplatz         | Chan Yung-jan           | Tetiana Luzhanska Zheng Saisai              | 6:2, 6:3          |
| 6.  | 6. Januar 2012     | Quanzhou     | ITF $50.000       | Hartplatz         | Rika Fujiwara           | Kimiko Date-Krumm Zhang Shuai               | 4:6, 6:4, [10:7]  |
| 7.  | 4. November 2012   | Taipeh       | WTA Challenger    | Hartplatz (Halle) | Kristina Mladenovic     | Chang Kai-chen Wolha Hawarzowa              | 5:7, 6:2, [10:8]  |
| 8.  | 5. Januar 2013     | Shenzhen     | WTA International | Hartplatz         | Chan Yung-jan           | Iryna Burjatschok Walerija Solowjowa        | 6:0, 7:5          |
| 9.  | 4. Mai 2013        | Oeiras       | WTA International | Sand              | Kristina Mladenovic     | Darija Jurak Katalin Marosi                 | 7:63, 6:2         |
| 10. | 20. April 2014     | Kuala Lumpur | WTA International | Hartplatz         | Tímea Babos             | Chan Yung-jan Zheng Saisai                  | 6:3, 6:4          |
| 11. | 21. Juni 2014      | Eastbourne   | WTA Premier       | Rasen             | Chan Yung-jan           | Martina Hingis Flavia Pennetta              | 6:3, 5:7, [10:7]  |
| 12. | 9. November 2014   | Taipeh       | WTA Challenger    | Hartplatz (Halle) | Chan Yung-jan           | Chang Kai-chen Chuang Chia-jung             | 6:4, 6:3          |
| 13. | 15. Februar 2015   | Pattaya      | WTA International | Hartplatz         | Chan Yung-jan           | Shūko Aoyama Tamarine Tanasugarn            | 2:6, 6:4, [10:3]  |
| 14. | 23. Mai 2015       | Nürnberg     | WTA International | Sand              | Anabel Medina Garrigues | Lara Arruabarrena Vecino Ioana Raluca Olaru | 6:4, 7:65         |
| 15. | 23. August 2015    | Cincinnati   | WTA Premier 5     | Hartplatz         | Chan Yung-jan           | Casey Dellacqua Jaroslawa Schwedowa         | 7:5, 6:4          |
| 16. | 18. September 2015 | Ōsaka        | WTA International | Hartplatz         | Chan Yung-jan           | Misaki Doi Kurumi Nara                      | 6:1, 6:2          |
| 17. | 14. Februar 2016   | Kaohsiung    | WTA International | Hartplatz         | Chan Yung-jan           | Eri Hozumi Miyu Katō                        | 6:4, 6:3          |
| 18. | 27. Februar 2016   | Doha         | WTA Premier 5     | Hartplatz         | Chan Yung-jan           | Sara Errani Carla Suárez Navarro            | 6:3, 6:3          |
| 19. | 16. Oktober 2016   | Hongkong     | WTA International | Hartplatz         | Chan Yung-jan           | Naomi Broady Heather Watson                 | 6:3, 6:1          |
| 20. | 5. Februar 2017    | Taipeh       | WTA International | Hartplatz         | Chan Yung-jan           | Lucie Hradecká Kateřina Siniaková           | 6:4, 6:2          |
| 21. | 15. Oktober 2017   | Hongkong     | WTA International | Hartplatz         | Chan Yung-jan           | Lu Jiajing Wang Qiang                       | 6:1, 6:1          |
| 22. | 23. Februar 2018   | Dubai        | WTA Premier       | Hartplatz         | Yang Zhaoxuan           | Hsieh Su-wei Peng Shuai                     | 4:6, 6:2, [10:8]  |
| 23. | 12. Januar 2019    | Hobart       | WTA International | Hartplatz         | Latisha Chan            | Kirsten Flipkens Johanna Larsson            | 6:3, 3:6, [10:6]  |
| 24. | 17. Februar 2019   | Doha         | WTA Premier       | Hartplatz         | Latisha Chan            | Anna-Lena Grönefeld Demi Schuurs            | 6:1, 3:6, [10:6]  |
| 25. | 28. Juni 2019      | Eastbourne   | WTA Premier       | Rasen             | Latisha Chan            | Kirsten Flipkens Bethanie Mattek-Sands      | 2:6, 6:3, [10:6]  |
| 26. | 21. September 2019 | Osaka        | WTA Premier       | Hartplatz         | Latisha Chan            | Hsieh Su-wei Hsieh Shu-ying                 | 7:5, 7:5          |
| 27. | 5. Februar 2023    | Hua Hin      | WTA 250           | Hartplatz         | Wu Fang-hsien           | Wang Xinyu Zhu Lin                          | 6:1, 7:66         |
| 28. | 13. Januar 2024    | Hobart       | WTA 250           | Hartplatz         | Giuliana Olmos          | Guo Hanyu Jiang Xinyu                       | 6:3, 6:3          |
| 29. | 21. April 2024     | Stuttgart    | WTA 500           | Sand (Halle)      | Weronika Kudermetowa    | Ulrikke Eikeri Ingrid Neel                  | 4:6, 6:3, [10:2]  |

## Abschneiden bei Grand-Slam-Turnieren

### Doppel
| Turnier         | 2012 | 2013 | 2014 | 2015 | 2016 | 2017 | 2018 | 2019 | 2020 | 2021 | 2022 | 2023 | 2024 | 2025 | Karriere |
| --------------- | ---- | ---- | ---- | ---- | ---- | ---- | ---- | ---- | ---- | ---- | ---- | ---- | ---- | ---- | -------- |
| Australian Open | —    | 1    | AF   | 1    | VF   | 1    | AF   | VF   | HF   | 1    | —    | VF   | 2    | AF   | HF       |
| French Open     | AF   | 2    | 2    | AF   | VF   | AF   | HF   | 2    | —    | AF   | 1    | VF   | AF   | 2    | HF       |
| Wimbledon       | 1    | 1    | 1    | AF   | 2    | F    | 2    | AF   |      | VF   | VF   | 2    | AF   | AF   | F        |
| US Open         | 1    | 1    | 2    | VF   | 2    | VF   | 2    | 2    | —    | 1    | AF   | 2    | HF   |      | HF       |

Zeichenerklärung: S = Turniersieg; F, HF, VF, AF = Einzug ins Finale / Halbfinale / Viertelfinale / Achtelfinale; 1, 2, 3 = Ausscheiden in der 1. / 2. / 3. Hauptrunde; Q1, Q2, Q3 = Ausscheiden in der 1. / 2. / 3. Qualifikationsrunde; nicht ausgetragen

### Mixed
| Turnier         | 2013 | 2014 | 2015 | 2016 | 2017 | 2018 | 2019 | 2020 | 2021 | 2022 | 2023 | 2024 | 2025 | Karriere |
| --------------- | ---- | ---- | ---- | ---- | ---- | ---- | ---- | ---- | ---- | ---- | ---- | ---- | ---- | -------- |
| Australian Open | —    | 1    | AF   | 1    | 1    | AF   | AF   | AF   | 1    | —    | 1    | 1    | 1    | AF       |
| French Open     | —    | 1    | 1    | VF   | AF   | 1    | VF   |      | 1    | AF   | VF   | 1    | 1    | VF       |
| Wimbledon       | 1    | F    | 1    | 2    | 2    | AF   | 2    |      | 2    | 1    | 1    | 1    | 1    | F        |
| US Open         | VF   | AF   | —    | AF   | F    | 1    | F    |      | 1    | —    | 1    | 1    |      | F        |